# Mujer latina
A Mujer latina vagy Vengo, vengo (jelentése spanyolul: ’Latin nő’, illetve ’Jövök, jövök’) Thalía mexikói énekesnő harmadik kislemeze hatodik, Amor a la mexicana című stúdióalbumáról. Szerzője a kolumbiai Kike Santander, producere Emilio Estefan. Műfajára nézve több latin stíluselem megtalálható benne: mambó, salsa, rumba, valamint a modern groove. A dalt gyakran felhasználják latintánc-versenyeken.
Két különböző videóklip készült hozzá, a második csak Európa részére. Az eredeti videóklip rendezője Gustavo Garzón.

## Külső hivatkozások
- Mujer latina (Vengo, vengo). YouTube